# Martha Karua
Martha Wangari Karua (Condado de Kirinyaga, 22 de septiembre de 1957) es una funcionaria pública y defensora de los derechos humanos keniana. Durante mucho tiempo fue parte del parlamento para el distrito electoral de Gichugu, abogada en la Suprema Corte de Justicia de Kenia y ministra de Justicia hasta abril de 2009. Karua ha luchado para la protección de los derechos de las mujeres y por mejorar los procesos democráticos.

## Biografía
La hija de Jackson Karue y su esposa, Martha Karua nació el 22 de septiembre de 1957 en el condado de Kirinyaga en la Provincia Central de Kenia. Fue llevada a la villa de Kimunye en el distrito electoral de Gichugu. Es la segunda hija en una familia de ocho, cuatro chicas y cuatro chicos.
Estudió en el Internado para Niñas Kabare, y en la Escuela Secundaria de Kiburia antes de obtener el Certificado Escolar para el Este de África en la Escuela Superior para Niñas del Condado de Kirinyaga. Estudió derecho en la Universidad de Nairobi de 1977 a 1980. Entre 1980 y 1981 ingresó a la Escuela de Derecho de Kenia para cursar un posgrado en derecho, un requisito para ejercer la abogacía en su país.

## Carrera profesional

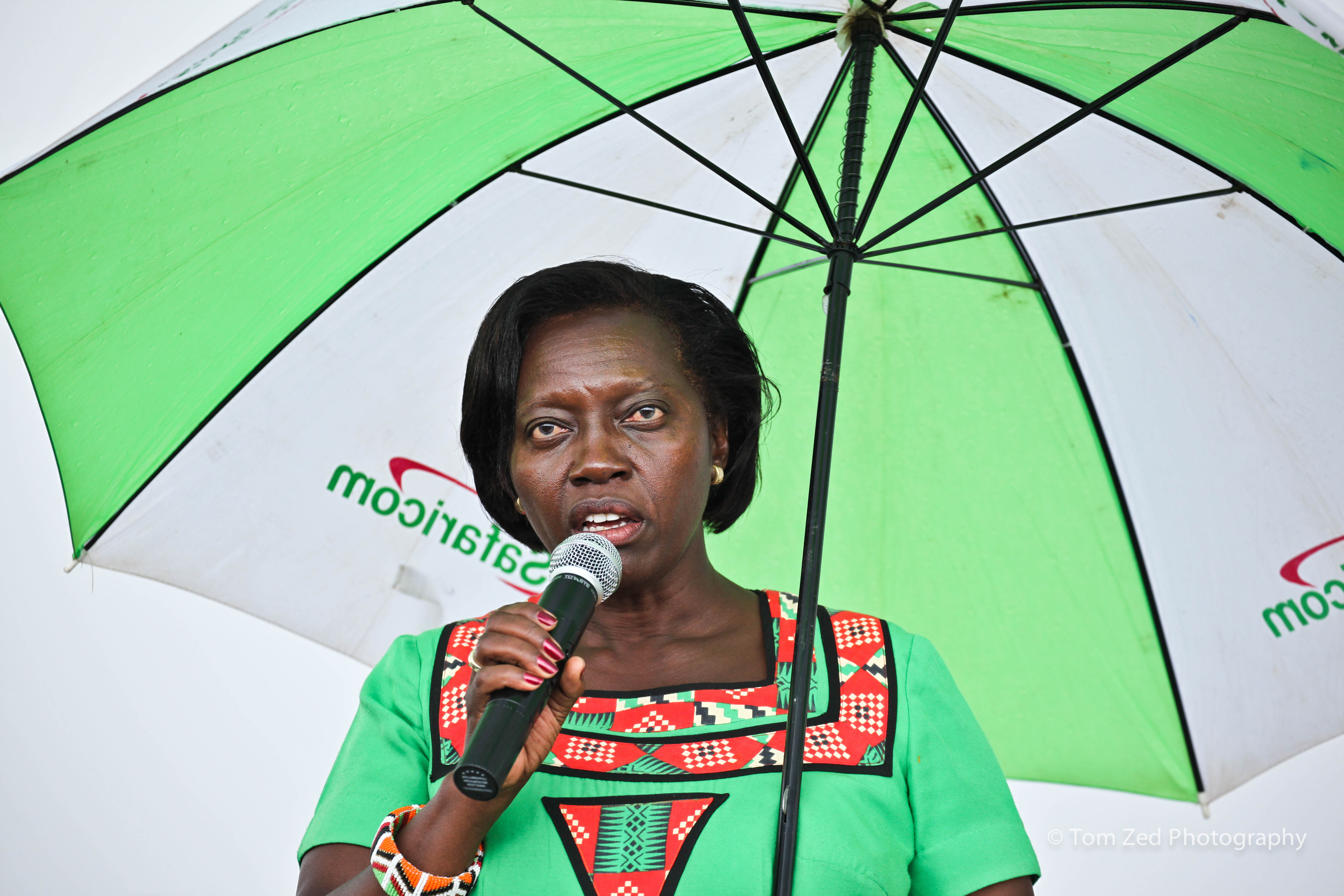
Martha Karua, candidata a la presidencia de Kenia, hace campaña cerca de Kisumu

### 1981 – 2002
Después de graduarse, de 1981 a 1987 Karua trabajó como magistrada en varios tribunales que incluyen los de Makadara, Nakuru y Kibera, recibiendo reconocimientos por su prudencia al juzgar. En 1987 fundó su propio despacho de abogacía, Martha Karua & Co, el cual dirigió hasta 2002. Entre los casos que litigó estuvieron el de juicio por traición a Koigi Wamwere y el parlamentario keniano Mirugi Kariuki. Aún en riesgo de ser incluida en la lista negra del gobierno de Daniel Arap Moi, defendió a varios activistas de derechos humanos. Su trabajo contribuyó a las leyes civiles, especialmente las relativas a la propiedad matrimonial.

## Carrera política

### 1990 – 2002
Karua fue parte activa de la oposición política que logró la reintroducción de la democracia multipartidista en Kenia a principios de los años 90. Por entonces solo la Unión Nacional Africana de Kenia era el único partido político legalmente reconocido y estaba dirigido por el presidente Daniel Arap Moi.
Martha Karua se unió a Kenneth Matiba del partido Foro por la Restauración de la Democracia - Asili pero perdió la candidatura frente al rico e influyente exdirector del Servicio Público, Geoffrey Kareithi. Entonces le fue ofrecida una candidatura y apoyo por parte del Partido Democrático de Kenia (DP). Karua ganó las Elecciones generales de 1992 y se convirtió en parlamentaria por el Distrito Electoral de Gichugu, siendo la primera mujer abogada en ser electa al parlamento. Fue también nombrada como Secretaria de Asuntos Legales de su partido entre 1992 y 1997.
En 1998, Karua declinó la posición de Ministro de Sombra para la Cultura y los Servicios Sociales qué rivalizaba con su cargo en la Secretaría Nacional para Asuntos Constitucionales (una oficina elegida) aquello que le convirtió en portavoz oficial en asuntos legales del partido. Optó entonces para dimitir su posición como Secretaria Nacional.
Más tarde formó junto a otros políticos el partido Coalición Nacional del Arcoíris de Kenia (CNAK) que ganó las Elecciones generales de 2003 de Kenia y acabó con el KANU que conservó el poder de manera hegemónica en Kenia por cuatro décadas.

### 2003 a marzo de 2009
Hasta el 6 de abril de 2009 fue la ministra de Justicia, Cohesión Nacional & Asuntos Constitucionales. También sirvió como la ministra de la Administración de Recursos Hídricos y Desarrollo, y estuvo detrás de la aprobación de la Ley de Agua de 2002, la cual ha acelerado desde entonces la aprobación de reformas relativas al servicio de aguas y su provisión en Kenia.
Karua siguió como ministra de Justicia y Asuntos Constitucionales en el gabinete nombrado por Kibaki el 8 de enero de 2008, luego de la controversial elección de diciembre de 2007.
En una entrevista con la BBC en enero de 2008, Karua dijo, con respecto a la crisis violenta que se había desarrollado sobre los resultados de elección, que mientras el gobierno había anticipado que la oposición Movimiento Democrático Naranja (ODM) de Raila Odinga podría "planear disturbios si perdían", estaba sorprendido por "la magnitud" de él, llamando la violencia "limpieza étnica". Solicitada su aclaración a lo dicho, Karua dijo que declaró "rotundamente" que el ODM planeaba una limpieza étnica. Odinga calificó las acusaciones de Karua como indignantes. Karua encabezó el equipo del gobierno en negociaciones con la oposición con respecto a la disputa política resultado de la elección. La crisis política finalmente se resolvió con un acuerdo en el que fue compartido el poder entre Kibaki y Odinga. En el gabinete de coalición que fue anunciado el 13 de abril de 2008, Karua quedó en su puesto como ministra de Justicia, Cohesión Nacional y Asuntos Constitucionales.
Luego fue elegida como presidenta nacional del partido político NARC-Kenia el 15 de noviembre de 2008, ya que no existieron candidaturas competitivas durante la Convención de Delegados del Partido celebrada en el Bomas de Kenia. Después de su aprobación inmediatamente declaró su intención de volverse presidenta en las futuras elecciones de 2012 en Kenia.
Martha Karua dimitió como ministra de Justicia y Asuntos Constitucionales el 6 de abril de 2009, citando frustraciones al cumplir sus deberes. Un ejemplo claro de sus frustraciones fue cuándo el presidente Mwai Kibaki nombró jueces sin su conocimiento días antes de su dimisión.

## Carrera presidencial de 2013
Martha Karua compitió por tener una candidatura en las Elecciones generales de Kenia de 2013. Obtuvo 43,881 votos, menos de los que obtuvo Mohammed Abduba Dida, un político poco conocido, quien logró 0.43% contra su propio 0.38%.
Luego de mantener un bajo perfil público y político, Karua reapareció en público manifestando sus intenciones de competir en las elecciones generales de Kenia de 2017, en las que se tiene previsto que el actual presidente Uhuru Kenyatta busque la reelección. Ella estuvo entre los dirigentes de oposición que se encontraron con el expresidente de los Estados Unidos, Barack Obama en la reunión organizada por Uhuru en 2015. Políticamente, pareció tener simpatía por el partido Coalición por los Partidos y la Democracia, la principal oposición política dirigida por Raila Odinga, incluso aunque ella y Raila fueron enemigos políticos por mucho tiempo y que parecía una alianza improbable. Posteriormente abandonó su relación política con Raila.

## Polémicas
En diciembre de 2015 Karua admitió recibir una donación millonaria para su campaña por parte de British American Tobacco (BAT). Karua dijo que creyó que la contribución hecha por Paul Hopkins, un empleado de BAT, fue hecha a título personal. El dinero estuvo pagado vía Mary M'Mukindia quién coordinaba la campaña de Karua. Con anterioridad a este, Martha Karua gozó de una reputación de no aceptar sobornos, hasta que se vio involucrada en este escándalo. Ninguna culpabilidad ha sido probada hacia la abogada y Karua ha insistido en que no pueda ser corrompida.

## Premios y reconocimientos
- En 1991 Karua fue reconocida por Human Rights Watch como monitor de derechos humanos.
- En diciembre de 1995 fue premiada por la Federación de Abogados de Mujeres de la Kenia (FIDA) por su lucha en las causas de las mujeres.[21]
- En 1999 la Sección Keniana de la Comisión Internacional de Juristas le otorgó un reconocimiento como Jurista del año 2009, y en el mismo año mes mismo, la Sociedad de Derecho de Kenia (LSK) le otorgó un premio.